# McDonnell Douglas

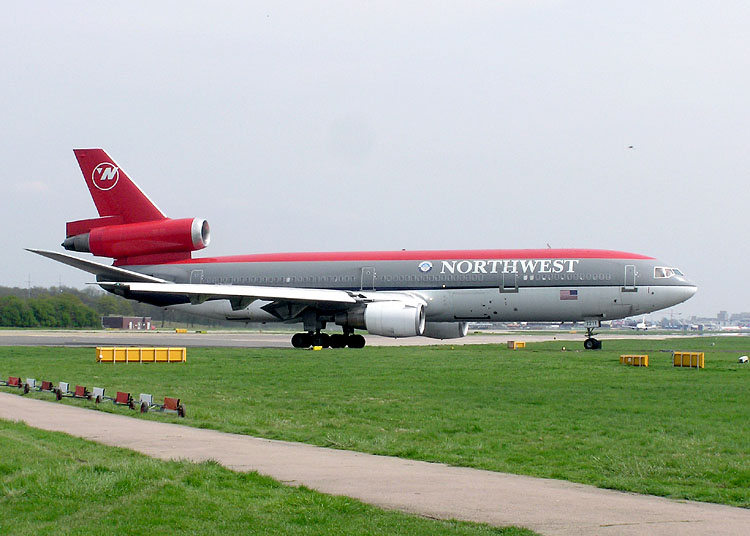
Northwest Airlines DC-10-30 år 2003 på Gatwick flygplats, London.

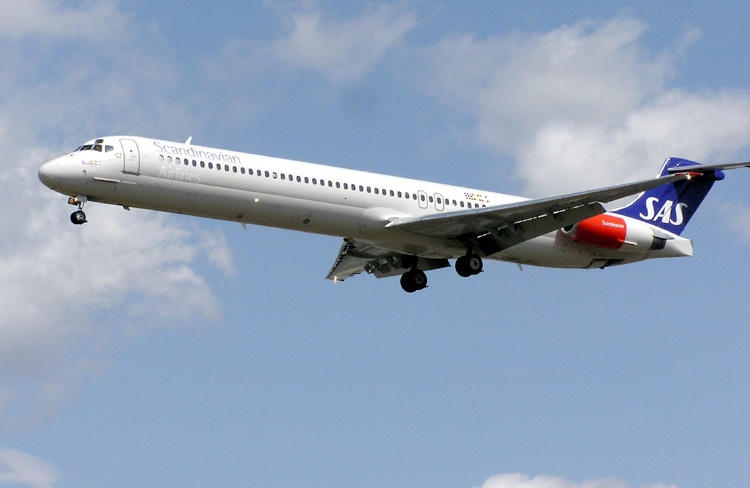
En MD-82 från SAS.

McDonnell Douglas var en flygplanstillverkare bildad 1967 genom sammanslagning av bolagen McDonnell och Douglas Aircraft.
McDonnell Douglas gick 1997 samman med Boeing.

## Flygplan

### DC-10/MD-11
McDonnell Douglas DC-10, MD-11 är ett tremotorigt, jetdrivet passagerarplan som liknar Lockheed Martin Tristar. Besättningen i cockpit på DC-10 består av en flygtekniker, en kapten och en styrman (co-pilot). I efterhand så har ett antal DC-10:or byggts om till att ha enbart två i besättningen, till största delen fraktplan. En vidareutveckling av DC-10 är MD-11.
DC-10 flögs för första gången 1970 och totalt tillverkades 446 exemplar fram till 1989. Planet används numera som passagerarflygplan av bland annat Biman Bangladesh Airlines (flygbolaget i Bangladesh). Det har även använts av Ghana Airways innan de gick i konkurs. Även skandinaviska Premiair har nyttjat DC-10 och då främst för charterresor. Många DC-10 har idag blivit ombyggda till fraktflygplan. I Kalifornien har en DC-10:a modifierats för att användas till brandbekämpning. En militärvariant som heter KC-10 används för lufttankning.
Denna flygplanstyp har råkat ut för ett antal allvarliga olyckor, dels med att bakre motorn lossnade eller gick sönder och skar av hydraulikledningar, dels med att luckan till bakre lastutrymmen ibland inte låstes tillräckligt och slets loss under flygning. Man var därför tvungen att införa flygförbud ett tag och reda ut dessa problem.

### MD-80

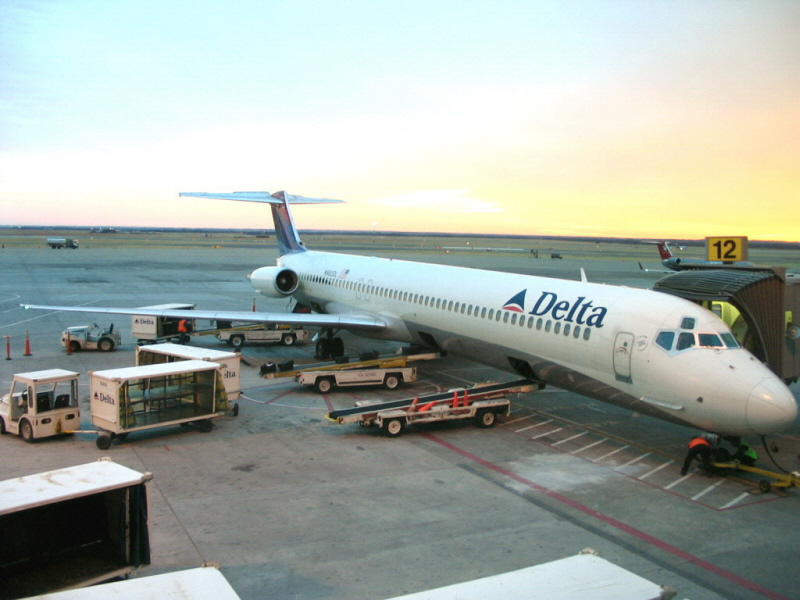
En Delta MD-88 på Will Rogers World Airport i Oklahoma City, Oklahoma, USA

MD-80 är en flygplanstyp tillverkad av McDonnell Douglas Co. som nu ägs av Boeing. Typen togs i trafik år 1980, med första leverans till Swissair. Scandinavian Airlines SAS fick sina första MD-80:or levererade under hösten 1985. Flygplanstypen användes av SAS ända in på början av 2010-talet.
MD-80 är en vidareutveckling av DC-9 som togs fram i början av 1960-talet med första flygning 1965. Typen är certifierad under benämningen DC-9-80, men marknadsförs under namnet MD-80 och finns i flera olika varianter. Se nedan.
Typen används i Europa för medellånga rutter. Tillverkningen av planet skulle läggas ner 1997, men fortsatte ända till år 1999, bland annat genom en stor order från flygbolaget Trans World Airlines. Sammanlagt byggdes 1 194 plan, av vilka omkring 1 000 fortfarande är i trafik.
Modeller av MD-80:n är MD-81, MD-82, MD-83, MD-87 och MD-88.

### MD-90

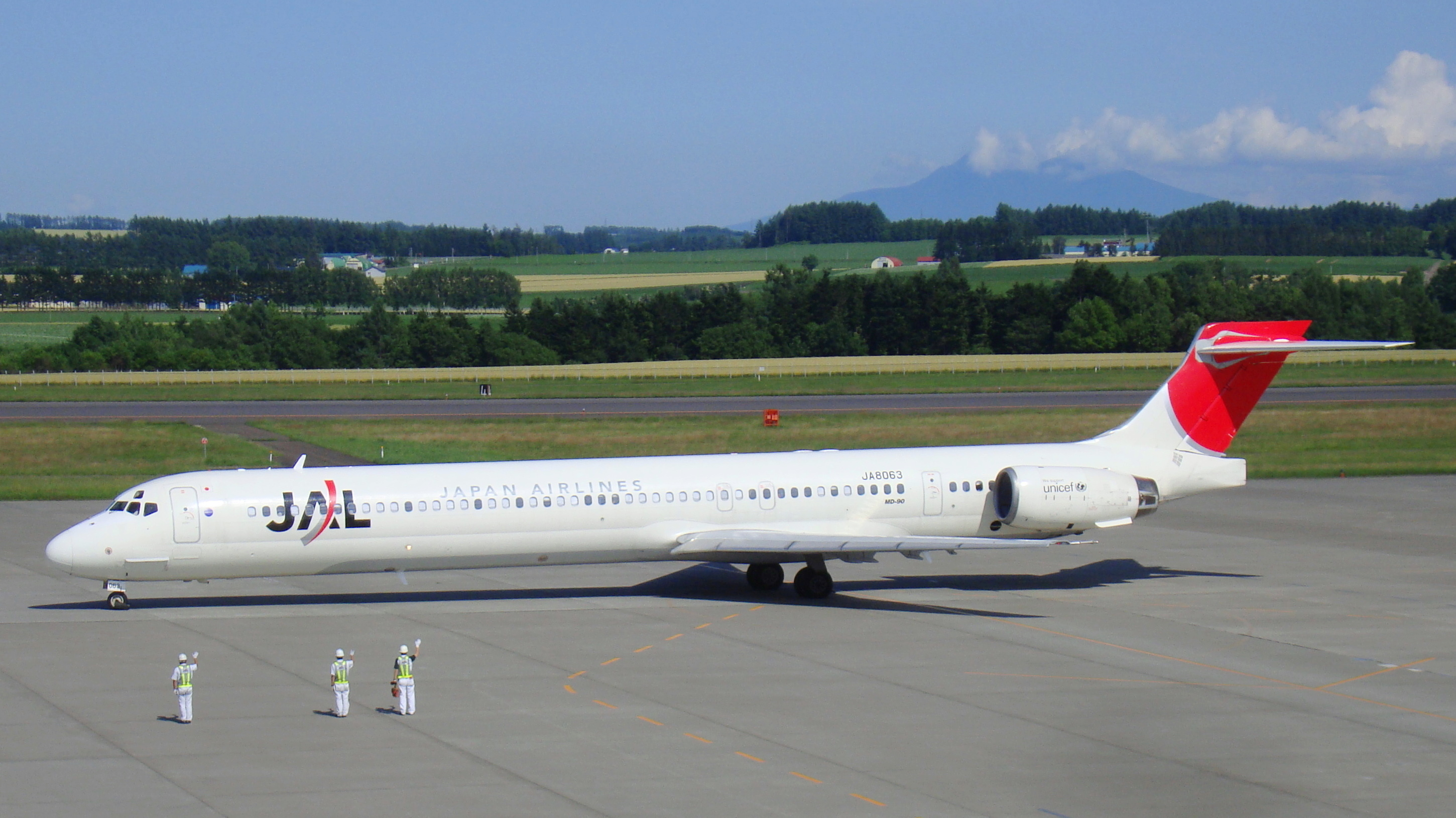
Japan Airlines MD-90

McDonnell Douglas MD-90 är McDonnell Douglas största passagerarflygplan i DC-9/MD-80/MD-90-familjen (senare Boeing 717-serien). MD-90 är en vidareutveckling av MD-80. Flygplanet började utvecklas i november 1988 och lättade från marken första gången den 22 februari 1993. Standardmodellen har plats för 172 passagerare.